# Jim Brown Tavern
La Jim Brown Tavern est une ancienne taverne américaine située dans le comté de Summit, dans l'Ohio. Construit en 1825 ou 1826, ce bâtiment qui a jadis aussi servi d'hôtel est inscrit au Registre national des lieux historiques depuis le 11 décembre 1979. Il est protégé au sein du parc national de Cuyahoga Valley et a d'ailleurs officié jusqu'en 2019, sous le nom de Boston Store Visitor Center, comme office de tourisme de cette aire protégée.